# کند هیت
کَند هیت (انگلیسی: Canned Heat) گروه بلوز راک آمریکایی بود که سال ۱۹۶۵ توسط دو هنرمند شیفتهٔ موسیقی بلوز به نامهای آلن ویلسون و باب‌هایت در لس آنجلس شکل گرفت. آن‌دو نام گروه را از روی ترانه‌ای بلوز از تامی جانسون به نام «کند هیت بلوز» (Canned Heat Blues) برگزیدند.
گروه کَند هیت اواخر دههٔ ۱۹۶۰ با اجرا در جشنواره‌هایی همچون مونتری و وودستاک مطرح شد و به عنوان یکی از گروه‌های شاخص دوران هیپی شناخته می‌شود. دو ترانهٔ «می‌روم کشور را بگردم» (Going Up The Country) و «دوباره در جاده» (On the Road Again) مشهورترین ترانه‌های این گروه به‌شمارمی‌روند.